# Río Guaurabo
El río Guaurabo es un curso de agua de la costa sur de la isla de Cuba, que desemboca en el mar Caribe.

## Curso

Plano del de la costa de Cuba comprendida entre el río Guarabo y el río Agabama (o Manatí)

Nace a partir de la unión de dos cursos que agua. Tras la confluencia de ambos discurre en dirección suroeste, pasa por Trinidad y termina desembocando en La Boca, en la costa meridional de la isla de Cuba. Aparece descrito en el segundo tomo del Diccionario geográfico, estadístico, histórico, de la isla de Cuba de Jacobo de la Pezuela de la siguiente manera:

Guaurabo. (rio) Nombre que toman desde su reunion los rios Tayaba y Caballero. El Tayaba, que es la corriente principal nace en la falda meridional de las lomas de San Juan de Letran en una preciosa gruta en cuyo fondo se divisa una grieta de donde mansamente fluyen las aguas que forman este rio, esparciéndose en un estanque circular de 25 varas de diámetro y 4 de profundidad. Créese generalmente que procedan de la filtracion que verifica al través de la sierra la corriente del Caburní, rio que se sume como á una legua al E. de aquel punto. Con el nombre de Tayaba y de San Juan corre este rio hácia el S. E. como 1 1/2 legua, entre las dependencias de la sierra de San Juan y del Pico del Potrerillo, con lecho muy desnivelado y lleno de saltaderos. Desemboca luego en el valle de los ingenios; le baña por su orilla septentrional, y doblando al S. O., conduce sus aguas hácia el abra S. O. del valle donde se reune el Tayaba al rio Caballero, tomando entonces el nombre de Guaurabo despues de un curso de unas 3 leguas. El Caballero de curso mas corto, pues no tiene mas que 2 leguas, baja de los mas alto del pico del Potrerillo; corre tambien formando saltaderos y en tierras del corral de Santa Rosa se reune al Tayaba. Unidas ya las 2 corrientes que le componen, el Guaurabo se acerca á Trinidad al salir del valle proveyendo de aguas á aquella ciudad por el punto llamado la Barranca y sigue siempre hácia el S. O. para desembocar en la costa meridional formando un pequeño surgidero que se llama Puerto de la Boca. Las aguas de emtrambos rios son potables y cristalinas hasta que se verifica su reunion. Crian abundancia de camarones y de anguilas, y luego que se reunen los dos rios, se pescan tambien viajacas, roncos y otros peces, y se conservan potables hasta la Barranca cerca de Trinidad. El Guaurabo presenta en su desembocadura una barra accesible para los guairos y lanchas que llegan hasta una milla de la ciudad, y aun mas arriba hasta la reunion de los dos rios pueden subir botes. Hay en esta corriente varios pasos; pero ninguno mas frecuentado que el del camino de la ciudad á Cienfuegos, por donde se le echó un puente de madera costeado por los vecinos de Trinidad en 1844. Las avenidas del rio le destruyeron pronto y hubo que reponerlo en el año siguiente. Desde entonces y por la misma causa ha sido objeto continuo de reparaciones á las cuales contribuyó mucho la antigua Junta de Fomento. Se aprovechan las aguas del Guaurabo en la Barranca cerca de Trinidad para el lavado de ropas y baños de bestias. Es aquella una localidad risueña y animada por el continuo movimiento de los aguadores y de las lavanderas que forman numerosos grupos á la derecha del rio.
(Pezuela, 1863, p. 522)